# Daimler Scout Car
De Daimler Scout Car, ook bekend onder de bijnaam Dingo (naar Dingo, een verwilderde hond uit Australië), was een licht pantservoertuig van Britse makelij voor verkenningsdoeleinden tijdens de Tweede Wereldoorlog.

## Geschiedenis
In 1938 gaf het Britse ministerie van Oorlog opdracht voor de ontwikkeling van een verkenningsvoertuig. Drie fabrikanten reageerden, Alvis, Birmingham Small Arms Company en de Morris Motor Company, waarvan de versie van BSA uiteindelijk werd geselecteerd. De productie gebeurde in de fabrieken van de Daimler Motor Company, een bedrijfsonderdeel van BSA. De officiële naam was Daimler Scout Car, maar werd beter bekend onder de bijnaam Dingo, de naam van het prototype dat door Alvis werd ingebracht. In mei 1939 werd de eerste order geplaatst voor 172 exemplaren.

## Beschrijving
De Dingo was een kleine en lichte pantserwagen en werd vooral gebruikt voor verkenningsdoeleinden. Er was ruimte voor twee bemanningsleden, een chauffeur en een schutter voor het machinegeweer en bediening van de radio. Er waren twee radio’s aan boord, een voor contact met het hoofdkwartier met een bereik van circa 35 kilometer en een voor contact met voertuigen in de nabijheid. Het pantser aan de voorzijde was 30 mm dik en bood de bemanning een redelijke bescherming tegen geweervuur en granaatscherven.

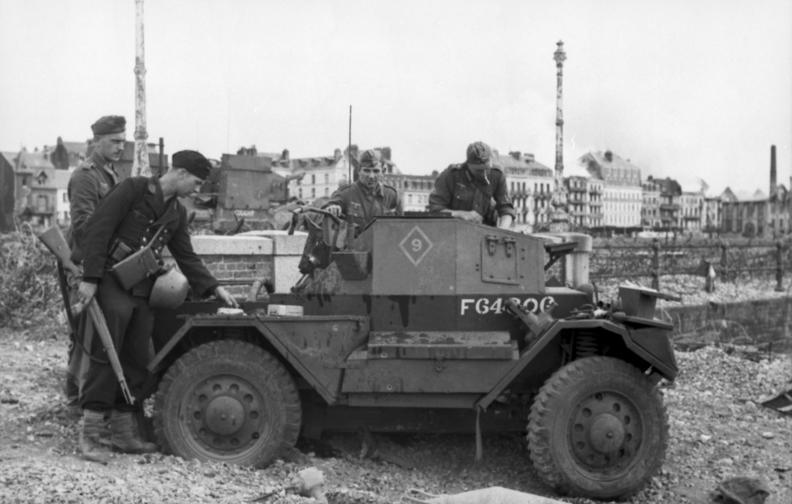
Duitse soldaten inspecteren een Dingo van het Canadese leger in Dieppe

De Daimler 6 cilinder benzinemotor was achterin geplaatst. Het vermogen was 55 pk, voldoende om het voertuig een maximale snelheid van bijna 90 km/h te geven. Alle vier de wielen werden aangedreven (4 x 4). De speciale versnellingsbak maakte het mogelijk alle vijf versnellingen zowel voorwaarts als achterwaarts te gebruiken. De Mk I had sturing op alle wielen, maar voor minder ervaren chauffeurs leverde dit problemen op en latere versies kregen alleen sturende voorwielen. Er was geen reserveband aanwezig; de bijna massieve rubberen banden waarmee het voertuig was uitgerust maakten dit ook niet noodzakelijk. De benzinetank met een inhoud van 82 liter gaf het voertuig een bereik van 320 kilometer op de weg en 125 kilometer in het terrein.
De Dingo is tijdens de hele oorlog in gebruik geweest. Het was deel van de uitrusting van de British Expeditionary Force die in 1939 naar Frankrijk werd overgebracht en werd pas in 1954 vervangen door de opvolger, de Ferret. In total zijn 6.626 voertuigen geproduceerd in de jaren 1939-1945. De Dingo is ook gebruikt door Nederlandse militairen van de Prinses Irene Brigade.

## Versies
Tijdens de Tweede Wereldoorlog werden vijf versies van het voertuig geproduceerd
- Mk I – origineel model met besturing op alle vier de wielen en een schuifdak om het bemanningscompartiment af te sluiten. Aan de voorzijde was het voertuig gepantserd hetgeen de bemanning kwetsbaar maakte bij vijandig vuur van de zij- en achterkant.
  - Mk IA – vergelijkbaar met de Mk I, maar nu met een scharnierdak. De bepantsering verbeterde en werd met een zwaardere motor uitgerust.
  - Mk IB – andere motorkoeling.
- Mk II – alleen besturing op de voorwielen.
- Mk III – als de Mk II, maar motor geschikt gemaakt voor gebruik onder water, geen dak.

De Lynx Scout Car was een Canadese variant van de Dingo. Deze werd geproduceerd door de Ford in Windsor, Ontario. De Lynx leek uiterlijk zeer veel op de Dingo. Ondanks de Ford V-8 benzinemotor, die een hoger vermogen van 95 pk leverde, waren de resultaten minder gunstig dan van de Dingo. Van de Lynx zijn ongeveer 3.255 exemplaren gemaakt en het voertuig werd vanaf 1943 in de krijgsmacht opgenomen.

Na de Tweede Wereldoorlog heeft de Italiaanse autofabrikant Lancia ook nog 250 exemplaren van de Daimler Scout Car geproduceerd, de Autoblinda Lince of Lancia Lince. Dit was een goede kopie van de Britse versie. Lancia gebruikte een achtcilinder benzinemotor met een vermogen van 60 pk. Het voertuig werd in gebruik genomen bij het Italiaanse leger.